# Runnin’ Blue
Runnin’ Blue – piosenka amerykańskiego zespołu The Doors, zamieszczona na płycie The Soft Parade, nagrana w hołdzie afroamerykańskiemu muzykowi Otisowi Reddingowi. Utwór stylowo jest bardzo podobny do twórczości Reddinga.